# Walt Heyer
Walter James Heyer (* 1940) je americký psycholog, publicista a aktivista v oblasti genderových dysforií.
Roku 1983 podstoupil operativní změnu pohlaví; osm let pak žil jako žena jménem Laura Jensen. Tato skutečnost však nevyřešila jeho psychické problémy, které ho k chirurgické tranzici vedly, proto podstoupil detranzici. Vystudoval psychologii. Věnuje se pomoci těm, kdo zvažují chirurgickou změnu pohlaví, a zejména pak těm, kdo jí prošli a litují jí. Je autorem šesti knih na dané téma.
Roku 2020 navštívil Českou republiku, kde mj. vystoupil na půdě Parlamentu.